# Playa Esterillos
Playa Esterillos es una playa ubicada en el Pacífico Central de Costa Rica, localizada a 124 km de la ciudad de San José, capital del país, y cercana a la ciudad de Jacó. Se encuentra en el cantón de Parrita, provincia de Puntarenas.

## Características
Esterillos es una extensa playa de 7 km de longitud, de arenas grisáceas, rectilínea y costa abierta, caracterizada por la presencia de gran riqueza natural a lo largo de todo el litoral, formando una línea de bosque tropical principalmente compuesto de palmeras y árboles de almendro. Se divide en tres secciones: Esterillos Este, Esterillos Centro y Esterillos Oeste.
Las playas de Esterillos Centro y Este, separadas por el río Bejuco, presentan zonas de manglares. Esterillos Oeste se caracteriza por la presencia de promontorios rocosos y pequeños riachuelos donde puede avistarse vida silvestre, como iguanas, cocodrilos y gran variedad de aves. Se encuentra separada de Playa Hermosa por Punta Judas. Presenta una sección de fondo rocoso con fuerte oleaje durante la marea alta, mientras que hacia el oeste hay otra zona de fondo arenoso. Hacia el norte de esta playa, las rocas forman piscinas naturales, en donde pueden encontrarse restos fósiles.
Esterillos Oeste es también conocida porque en ella se ubica La Sirena, una escultura de una sirena sentada sobre las rocas mirando hacia el océano. Cuando sube la marea, el agua cubre el pedestal de la obra, de modo que la estatua parece surgir de la superficie del mar. Este monumento, fundido en bronce, es obra del escultor puriscaleño Albino Valverde.
Estas playas son de fácil acceso por carretera transitable todo el año, por lo que son muy visitadas por el turismo nacional y extranjero. En ellas se pueden realizar gran cantidad de actividades recreativas: surf, snorkeling, buceo, natación, caminatas a pie y a caballo, camping. En el área existen gran cantidad de alojamientos y cabinas, y una pista de aterrizaje.

## Galería

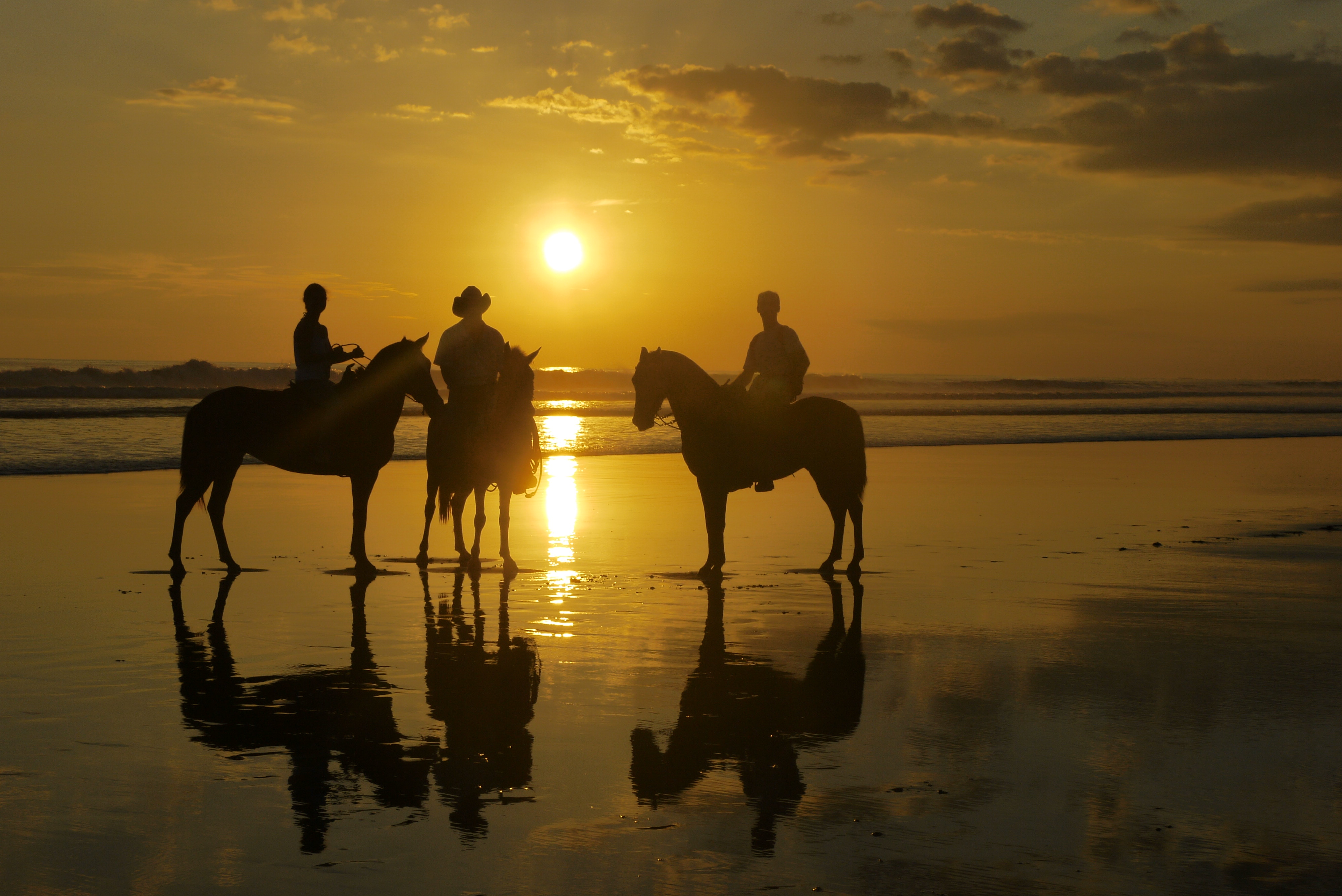
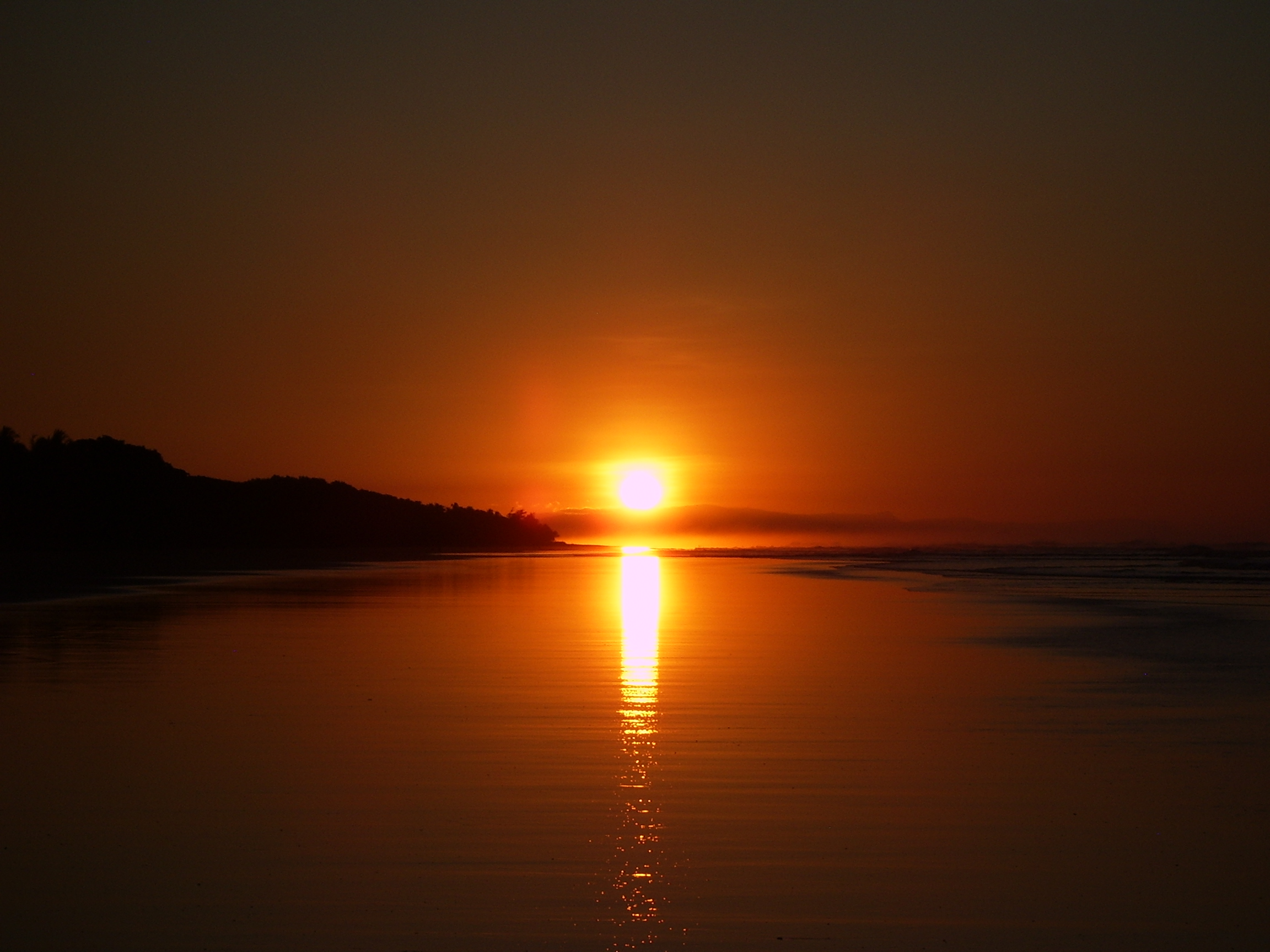
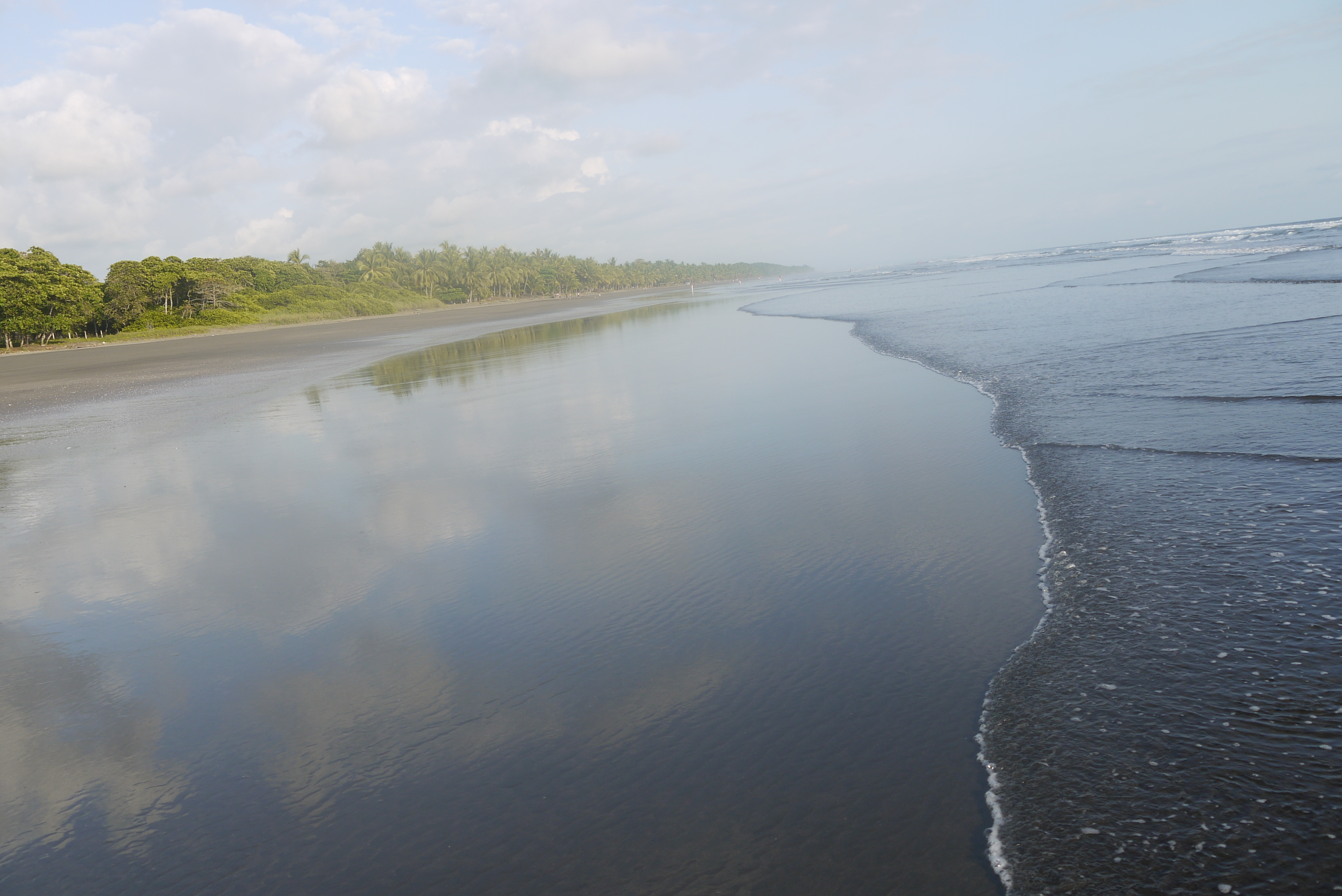